# Werchni Oseredok
Werchni Oseredok ist eine der größten Inseln des Kaspischen Meeres. Sie liegt südlich des Dorfes Tischkowo im Wolgadelta.
Werchni Oseredok wird vom Festland durch einen schmalen Kanal getrennt, der an der engsten Stelle nur 300 Meter breit ist. Die Insel ist beinahe 22 Kilometer lang und maximal 11 Kilometer breit.

## Grenzzone
Werchni Oseredok liegt in der Grenzzone der Russischen Föderation und darf daher nicht betreten werden.